# Milan Kalina
Milan Kalina Shuput (Belgrado, 13 de agosto de 1956 fue un jugador de balonmano serbio. Jugó de central y fue un componente de la Selección de balonmano de Yugoslavia.
Con la selección ganó la medalla de oro en los Juegos Olímpicos de Los Ángeles 1984.
Desarrolló parte de su carrera en el FC Barcelona.

## Palmarés

### FC Barcelona
- Liga Asobal (6): 1986, 1988, 1989, 1990, 1991, 1992
- Copa del Rey de balonmano (2): 1988 y 1990
- Supercopa de España de balonmano (5): 1987, 1989, 1990, 1991, 1992
- Recopa de Europa de Balonmano (1): 1986
- Liga de Campeones de la EHF (1): 1991

## Clubes
- RK Roter Stern Belgrado (-1985)
- FC Barcelona (1985-1992)[2]